# Cesária Évora Airport
Cesária Évora Airport (portugisiska: Aeroporto Internacional Cesária Évora) är en flygplats i Kap Verde.   Den ligger i kommunen Concelho de São Vicente, i den nordvästra delen av landet, 270 km nordväst om huvudstaden Praia. Cesária Évora Airport ligger 20 meter över havet. Den ligger på ön São Vicente.
Terrängen runt Cesária Évora Airport är huvudsakligen kuperad, men åt nordost är den platt. Havet är nära Cesária Évora Airport västerut. Närmaste större samhälle är Mindelo, 10,2 km nordost om Cesária Évora Airport. 